# Université de Kōchi
L'Université de Kōchi (高知大学, Kōchi Daigaku, couramment abrégée en Takadai, 高大) est une université nationale japonaise, située à Kōchi dans la préfecture du même nom.

## Composantes
L'université est structurée en facultés de 1er cycle (学部, gakubu), qui ont la charge des étudiants de 1er cycle universitaire, et en facultés de cycles supérieurs (研究科, kenkyūka), qui ont la charge des étudiants de 2e et 3e cycles universitaires.

### Facultés de1ercycle
L'université compte plusieurs facultés de 1er cycle (学部, gakubu) en :
- sciences humaines et d'économie ;
- éducation ;
- science ;
- une école de médecine ;
- en agriculture.

### Facultés de cycles supérieurs
L'université compte plusieurs facultés de cycles supérieurs (研究科, kenkyūka) :
- en sciences humaines et d'économie ;
- éducation ;
- science ;
- médecine ;
- agriculture ;
- science du Kuroshio ;
- agriculture, en commun avec l'Université d'Ehime.